# Hunya
Hunya – wieś i gmina w południowo-zachodniej części Węgier, w pobliżu miasta Békés.
Miejscowość leży na obszarze tzw. Kraju Zacisańskiego (węg. Tiszántúl), będącego częścią Wielkiej Niziny Węgierskiej. Administracyjnie należy do powiatu Békés, wchodzącego w skład komitatu Békés i jest jedną z jego gmin.